# Daina Urbanavičienė
Daina Urbanavičiene (ur. 4 kwietnia 1976 w Wilnie) – litewska działaczka kulturalna, managerka kultury, przewodnicząca Litewskiej Rady Kultury (2013-2020), wiceminister kultury (od stycznia 2021).

## Życiorys
W 1994 ukończyła szkołę średnią w Wilnie. W 2000 ukończyła studia magisterskie z historii na Uniwersytecie Wileńskim, zaś w 2008 studia magisterskie w zakresie zarządzania kulturą i polityki kulturalnej UNESCO na Wileńskiej Akademii Sztuki. Od 2019 jest doktorantką Litewskiej Akademii Muzyki i Teatru w Wilnie.
W 2007 zainicjowała projekt „Noc kultury”. W latach 2007–2018 kierowała projektem „Dnia muzyki ulicznej” (lit. Gatvės muzikos diena). W latach 2007–2010 pracowała w biurze Wilna – Europejskiej Stolicy Kultury 2009, gdzie odpowiadała za dział wydarzeń oraz za dział programowy. W latach 2010–2014 pracowała jako kierowniczka działu projektów na Wileńskiej Akademii Sztuki, odpowiadając za wdrażanie projektów strukturalnych ze środków Unii Europejskiej. W wyborach samorządowych w 2011 została wybrana radną miasta Wilna z listy Artūrasa Zuokasa (lit. Artūro Zuoko ir Vilniaus koalicija), sprawując tę funkcję do 2014. W wyborach parlamentarnych w 2012 bez powodzenia ubiegała się o mandat poselski. W 2013 spośród 58 kandydatów została wybrana przez Rząd Litwy na stanowisko przewodniczącej Litewskiej Rady Kultury (lit. Lietuvos kultūros taryba).
Wykładała Litewskiej Akademii Muzyki i Teatru (od 2015), Wileńskiej Akademii Sztuki (2018) i Vilniaus kolegija (od 2018). Od 2019 jest przewodniczącą Rady Wileńskiej Akademii Sztuki. 5 stycznia 2021 została powołana na stanowisko wiceministra kultury w rządzie Ingridy Šimonytė. Odpowiada za sztukę, edukację kulturalną, e-kulturę, status artysty, język państwowy, promocję kultury za granicą oraz współpracę międzynarodową.

## Działalność dodatkowa
W latach 2010–2014 członek zarządu Narodowego Stowarzyszenia Przemysłów Kultury i Kreatywnych oraz Eurocities Culture Forum. W latach 2015–2018 członek rady Litewskiego Instytutu Kultury. Od 2016 ambasador Kowna – Europejskiej Stolicy Kultury 2022 oraz członek kolegium Ministerstwa Kultury Litwy. Od 2018 członek rady Litewskiego Komitetu ds. UNESCO. Od 2019 członek zarządu The International Federation of Arts Councils and Culture Agencies.

## Nagrody
- 2017: Nagroda miasta Wilna – Statuetka św. Krzysztofa[7]
- 2020: Odznaka honorowa Ministerstwa Kultury Litwy „Nieś swoje światło i wierz”[8]